# Podaj cegłę
Podaj cegłę – obraz olejny polskiego architekta, malarza i rysownika Aleksandra Kobzdeja namalowany w 1950 roku, znajdujący się od 1968 roku w zbiorach Muzeum Narodowego we Wrocławiu. Stał się symbolem sztuki socrealistycznej, a jego tytuł przeniknął do kultury masowej.

## Historia
Obraz został namalowany na I Ogólnopolską Wystawę Plastyki w Muzeum Narodowym w Warszawie w 1950 roku, gdzie wyróżniono go III nagrodą. Namalowany konwencjonalnymi środkami malarskimi, przedstawia trzech pozbawionych indywidualnych rysów murarzy podczas wykonywania pracy, ujętych od dołu w celu nadania postaciom monumentalnego charakteru. Proste czynności uwiecznione na obrazie nabierają symbolicznego wyrazu i wyrażają ideę budowy fundamentów Polski Ludowej. Również tytuł obrazu jest nośnikiem ideologicznego przesłania, zachęcając widza do włączenia się do budowy nowego państwa. Jednocześnie okrzyk „podaj cegłę” można interpretować jako ponaglenie do szybszej pracy. Angażujący widza styl jest wpisany w konwencję obrazu.